# Lucio Valerio Flacco (console 195 a.C.)
Lucio Valerio Flacco (latino: Lucius Valerius Flaccus) (... – 180 a.C.) è stato un politico romano.

## Biografia
Fratello di Gaio Valerio Flacco, fu edile curule nel 201 a.C.; l'anno seguente fu nominato pretore ed ottenne la Sicilia.
Nel 195 a.C. fu fatto pontefice massimo al posto di Marco Cornelio Cetego, ma lo stesso anno fu eletto console ed ebbe come collega Marco Porcio Catone. Ricevette il comando dell'esercito stanziato nella Pianura Padana; durante l'estate affrontò e sconfisse i Galli Boi, uccidendone 8000. Il resto dell'anno lo trascorse tra Cremona e Piacenza, ripristinando le fortificazioni danneggiate.
L'anno successivo (il 194 a.C.) fu proconsole nella Gallia Cisalpina e nei pressi di Milano sconfisse i Galli Boi e gli Insubri sotto il comando di Dorulaco, uccidendone oltre 10.000.
Nel 191 a.C. servì sotto Manio Acilio Glabrione nella guerra contro Etoli e Macedoni.
Censore nel 183 a.C. con Marco Porcio Catone, nello stesso anno fu nominato princeps senatus.
Morì nel 180 a.C. avendo ancora la carica di pontefice; il suo successore fu Quinto Fabio Labeone.